# Ялчинкая, Ахмет
Ахмет Ялчинкая (тур. Ahmet Yalçınkaya; род. 3 декабря 1963, Гиресун) — турецкий поэт.

## Биография
Изучал инженерное дело в Босфорском университете (1981—1987) и роботехнику в Стамбульском техническом университете (1987—1991), а также менеджмент в области искусства в Анатолийском университете. Преподавал в Наманганском инженерно-педагогическом институте, в настоящее время продолжает работать в Узбекистане.
Публиковал стихи, статьи, очерки, письма, переводы во многих газетах и журналах Турции, Германии, Англии, Нидерландов, Египта и Узбекистана. В 1995—1997 гг. был стамбульским представителем поэтического журнала «Kırağı», в 1997—1998 гг. входил в редакционный совет журнала Endülüs.

## Творчество
Опубликовал книги стихов «В горах нет места» (тур. Daglarda Yer Yok; 1997), «Сиротские стихи» (тур. Yetim Kalan Siirler; 2001), «Слёзы сердца» (узб. Yuragimning ko`z yoshi; 2001), «В водах желания» (тур. Özlem Sularında; 2005).